# 河南山陕川湖總督
河南山陕川湖總督，為明朝末期崇禎年間設立的一個臨時總督職位。陳奇瑜擔任首位總督。

## 概述
為鎮壓明末農民起義而設立。
- 始建於崇禎七年一月，轄區包括陝西、山西、河南、湖廣、四川等地[1]。
- 崇禎七年十一月，去除四川轄區，增轄保定、真定等地。
- 崇禎八年八月，去除陝西、山西、保定、真定等；增轄四川、南直隸的江北、山東等地。此後增加山西、陝西[2]。
- 崇禎九年七月，去除山東轄區。
- 崇禎十三年十一月，去除河南、山西轄區。
- 崇禎十四年，增轄應天、安慶、河南等地。
- 崇禎十五年六月，罷免此職。
- 崇禎十六年六月，恢復設置，轄區包括應天、鳳陽、江西、安慶、河南、湖廣、四川、貴州等地。同年十月罷免。